# Patrician III: Imperio de los Mares
Patrician III: Imperio de los Mares es el tercer juego para PC de la serie Patrician. El juego es de Ascaron.

## Trama
Se desarrolla en el mar Báltico, en las ciudades de la Liga hanseática. En el 1300 empieza el juego y acaba en el 1400. El juego funciona por rangos. Eres un inexperto Mercader y tienes que subir de rango ganando dinero y fama hasta llegar al cargo de Gobernador, pero antes de hacerlo, tendrás que hacer negocios o ser pirata para ganar dinero. El juego también incluye un editor de mapas para crear tu propio imperio.

## El juego
El juego es la tercera entrega de la saga Patrician. Novedosa entrega muy lograda y que se denota entre los juegos de este subgénero de estrategia poco conocido. El objetivo del juego es comerciar con las otras ciudades de la Liga hanseática y llegar a ser gobernador. Puede modificar el nivel de dificultad de la partida, la riqueza que posees al principio de la partida y el objetivo que quiere imponerse (Gobernador en un 1 año etc.)

### Barcos

#### Goleta
La goleta es el barco típico para comerciar. No puede llevar mucha mercancía. Es rápido. En principio, no puede llevar armamento, pero si avanzas de nivel, puede. Tripulantes: 20.

#### Carabela
Es más pesado que la goleta, puede llevar más mercancías y armamento, y también tiene una alta velocidad y acceso a puertos en ríos.

#### Nao
Es más pesado que la carabela y goleta, puede llevar más mercancías pero por su tamaño también es más lento y no puedes acceder a ciudades con puertos en ríos.

#### Galeón
Imponente navío con gran capacidad de carga de mercancías y armamentos pero también con una tripulación mínima bastante elevada. Este barco aparece cuando hayan transcurrido bastantes años.

## Las ciudades
En el juego existen numerosas ciudades pertenecientes a la Liga Hanseática, de varios países.

### Ciudades del mapa de campaña
Estas son las ciudades por defecto del mapa de un jugador y de las campañas.
| Ciudad       | País en la época      | País en la actualidad |
| ------------ | --------------------- | --------------------- |
| Londres      | Reino de Inglaterra   | Reino Unido           |
| Scarborough  | Reino de Inglaterra   | Reino Unido           |
| Edimburgo    | Reino de Escocia      | Reino Unido           |
| Brujas       | Condado de Flandes    | Bélgica               |
| Groninga     | Sacro Imperio Romano  | Países Bajos          |
| Colonia      | Sacro Imperio Romano  | Alemania              |
| Bremen       | Sacro Imperio Romano  | Alemania              |
| Hamburgo     | Sacro Imperio Romano  | Alemania              |
| Lübeck       | Sacro Imperio Romano  | Alemania              |
| Rostock      | Sacro Imperio Romano  | Alemania              |
| Stettin      | Sacro Imperio Romano  | Polonia               |
| Gdansk       | Reino de Polonia      | Polonia               |
| Toruń        | Reino de Polonia      | Polonia               |
| Riga         | Orden Teutónica       | Letonia               |
| Tallin/Reval | Orden Teutónica       | Estonia               |
| Estocolmo    | Unión Kalmar          | Suecia                |
| Visby        | Unión Kalmar          | Suecia                |
| Malmö        | Unión Kalmar          | Suecia                |
| Bergen       | Unión Kalmar          | Noruega               |
| Oslo         | Unión Kalmar          | Noruega               |
| Aalborg      | Unión Kalmar          | Dinamarca             |
| Ripen        | Unión Kalmar          | Dinamarca             |
| Ládoga       | República de Nóvgorod | Rusia                 |
| Nóvgorod     | República de Nóvgorod | Rusia                 |

### Ciudades emergentes
Estas son las ciudades que se pueden fundar en el mapa de campaña. También se pueden añadir desde un principio con el editor de mapas.
| Ciudad       | País en la época     | País en la actualidad |
| ------------ | -------------------- | --------------------- |
| Newcastle    | Reino de Inglaterra  | Reino Unido           |
| Boston       | Reino de Inglaterra  | Reino Unido           |
| Haarlem      | Sacro Imperio Romano | Países Bajos          |
| Harlingen    | Sacro Imperio Romano | Países Bajos          |
| Rugenwald    | Sacro Imperio Romano | Polonia               |
| Kaliningrado | Orden Teutónica      | Rusia                 |
| Memel        | Orden Teutónica      | Lituania              |
| Windau       | Orden Teutónica      | Letonia               |
| Pernau       | Orden Teutónica      | Estonia               |
| Helsinki     | Unión Kalmar         | Finlandia             |
| Åhus         | Unión Kalmar         | Suecia                |
| Gotemburgo   | Unión Kalmar         | Suecia                |
| Tønsberg     | Unión Kalmar         | Noruega               |
| Stavanger    | Unión Kalmar         | Noruega               |
| Næstved      | Unión Kalmar         | Dinamarca             |
| Flensburgo   | Unión Kalmar         | Alemania              |

### Ciudades de las expediciones
Estas son las ciudades que se pueden descubrir con las expediciones. 
| Ciudad     | País en la época     | País en la actualidad |
| ---------- | -------------------- | --------------------- |
| Santander  | Corona de Castilla   | España                |
| Vigo       | Corona de Castilla   | España                |
| Cádiz      | Corona de Castilla   | España                |
| Barcelona  | Corona de Aragón     | España                |
| Valencia   | Corona de Aragón     | España                |
| Cagliari   | Corona de Aragón     | Italia                |
| Oporto     | Reino de Portugal    | Portugal              |
| Lisboa     | Reino de Portugal    | Portugal              |
| Burdeos    | Ducado de Aquitania  | Francia               |
| Marsella   | Reino de Francia     | Francia               |
| Niza       | Condado de Saboya    | Francia               |
| Génova     | República de Génova  | Italia                |
| Pisa       | República de Pisa    | Italia                |
| Roma       | Estados Papales      | Italia                |
| Nápoles    | Reino de Nápoles     | Italia                |
| Cosenza    | Reino de Nápoles     | Italia                |
| Palermo    | Reino de Sicilia     | Italia                |
| Siracusa   | Reino de Sicilia     | Italia                |
| Corfú      | Reino de Sicilia     | Grecia                |
| La Canea   | República de Venecia | Grecia                |
| Atenas     | Imperio Bizantino    | Grecia                |
| Salónica   | Imperio Bizantino    | Grecia                |
| Podgorica  | Imperio Bizantino    | Montenegro            |
| Izmir      | Imperio Bizantino    | Turquía               |
| Argel      | Imperio Almohade     | Argelia               |
| Túnez      | Imperio Almohade     | Túnez                 |
| Tobruk     | Imperio Almohade     | Libia                 |
| Alejandría | Imperio Otomano      | Egipto                |
| Beirut     | Imperio Otomano      | Líbano                |

## La ciudad
Al principio de la partida, siempre tu punto de encuentro será tu ciudad natal donde tendrás tu centro de las operaciones comerciales y los barcos. Durante el transcurso del juego, la ciudad crece y se afronta contra pestes y sequías. 
La gente es buena indicadora de tu fama de la ciudad. Preguntando a la gente, te dirá sus necesidades y si te conocen como mercader. Para aumentar la reputación, haz lo que dicen, organizar una fiesta o dar dinero a la catedral para la ampliación. Aquí hay la lista de edificios del juego:

### Taberna
Uno de los pocos lugares de ocio de las ciudades, aquí puedes encontrar todo tipo de personajes..., si se pretende mantener una buena reputación no conviene visitar mucho estos lugares.

### Catedral
Podrás dar dinero para ampliar la catedral (solo se puede ampliar tres niveles), dar dinero y dar comida. Cada ciudad sólo tiene una catedral. La primera entrega es de: 20 000, la segunda de: 40 000 y la última de: 60 000

### Muelles